# Brandon Manning
Brandon Manning (* 4. Juni 1990 in Prince George, British Columbia) ist ein kanadischer Eishockeyspieler, der zuletzt bis zum Ende der Saison 2023/24 bei IF Björklöven aus der schwedischen Allsvenskan unter Vertrag gestanden und dort auf der Position des Verteidigers gespielt hat. Zuvor war Manning sieben Jahre in der Organisation der Philadelphia Flyers aktiv und spielte kurzzeitig für die Chicago Blackhawks sowie zwei Jahre für die Edmonton Oilers in der National Hockey League (NHL).

## Karriere

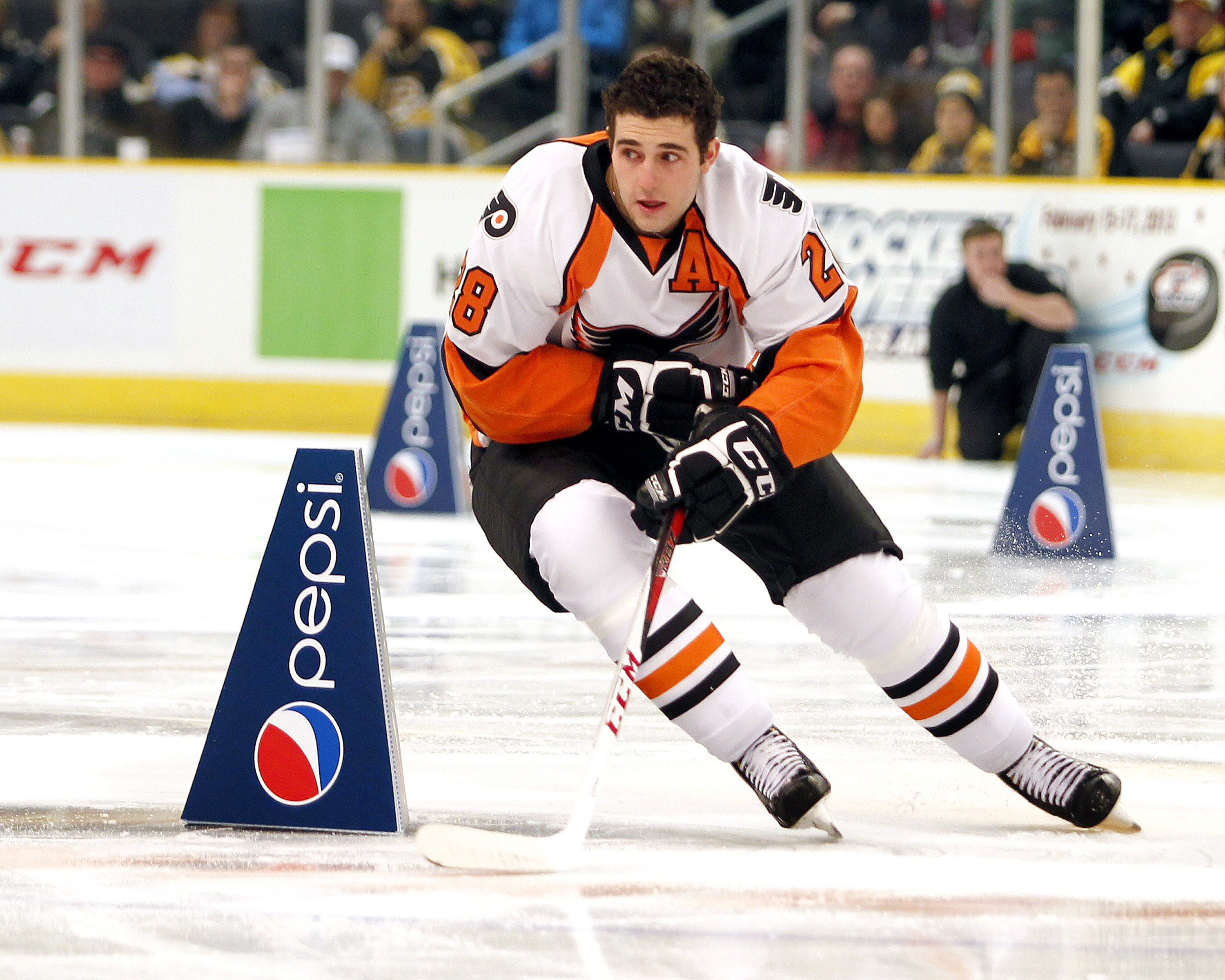
Manning im Trikot der Adirondack Phantoms (2013)

Manning spielte in seiner Jugend für die Cariboo Cougars sowie in der Saison 2007/08 für die Prince George Spruce Kings aus seiner Heimatstadt in der zweitklassigen British Columbia Hockey League (BCHL). Zum Saisonende wechselte der Verteidiger zu den Chilliwack Bruins aus der Western Hockey League (WHL), eine der drei höchsten Juniorenligen des Landes. In Chilliwack steigerte der Kanadier seine Leistungen von Jahr zu Jahr, wobei der er die Bruins von 2009 bis 2011 zwei Spielzeiten als Mannschaftskapitän anführte. In der Saison 2010/11, in der Manning einen Punkteschnitt von 1,0 erreichte (53 Scorerpunkte in 53 Spielen), wurde der Verteidiger schließlich im November 2010 von den Philadelphia Flyers aus der National Hockey League (NHL) mit einem Einstiegsvertrag ausgestattet. In einem NHL Entry Draft wurde Manning zuvor jedoch nicht berücksichtigt.
Im Sommer 2011 wechselte Manning in die Organisation der Flyers und begann die Saison 2011/12 auch in deren NHL-Aufgebot, wurde jedoch nach vier Einsätzen zu ihrem Farmteam, den Adirondack Phantoms, in die American Hockey League (AHL) geschickt. Im Folgejahr kam er auf weitere sechs Partien für die Flyers, verbrachte den Rest der Saison ebenfalls in der AHL und wurde dabei zum AHL All-Star Classic 2013 eingeladen. Nach der Saison 2013/14, in der der Verteidiger ohne NHL-Einsatz blieb, lief er in der Spielzeit 2014/15 für das neue Farmteam der Flyers, die Lehigh Valley Phantoms auf und war erneut Teil des AHL All-Star Classic.
Nach elf Einsätzen in der Spielzeit 2014/15 konnte sich Manning mit Beginn der Spielzeit 2015/16 im NHL-Aufgebot der Flyers etablieren. In der Folge unterzeichnete er im Sommer 2016 einen neuen Zweijahresvertrag in Philadelphia. Nach Ablauf dessen erhielt Manning jedoch keinen neuen Vertrag, sodass er die Flyers nach sieben Jahren verließ und sich im Juli 2018 als Free Agent den Chicago Blackhawks anschloss. Diese gaben den Verteidiger jedoch bereits im Dezember 2018 samt Robin Norell an die Edmonton Oilers ab und erhielten im Gegenzug Drake Caggiula und Jason Garrison. In der Organisation der Oilers, die ihn überwiegend bei den Bakersfield Condors einsetzten, war er in der Folge bis zum Ende der Saison 2019/20 aktiv, als sein auslaufender Vertrag nicht verlängert wurde.
In der Saison 2020/21 pausierte Manning seine Eishockeykarriere wegen der COVID-19-Pandemie und der Geburt seines ersten Kindes. Zur folgenden Saison 2021/22 wechselte er nach Europa und schloss sich den Straubing Tigers aus der Deutschen Eishockey Liga (DEL) an, bei denen er schlussendlich zwei Spielzeiten verbrachte, ehe sein Vertrag nach der Spielzeit 2022/23 nicht verlängert wurde. Manning kehrte daraufhin in seine Geburtsstadt zurück, wo der 33-Jährige begann, als Trainer bei seinem Juniorenverein in der BCHL zu arbeiten. Ende Oktober 2023 erhielt er schließlich einen Einjahresvertrag beim schwedischen Klub IF Björklöven aus der zweitklassigen Allsvenskan.

## Erfolge und Auszeichnungen
- 2013 Teilnahme am AHL All-Star Classic
- 2015 Teilnahme am AHL All-Star Classic

## Karrierestatistik

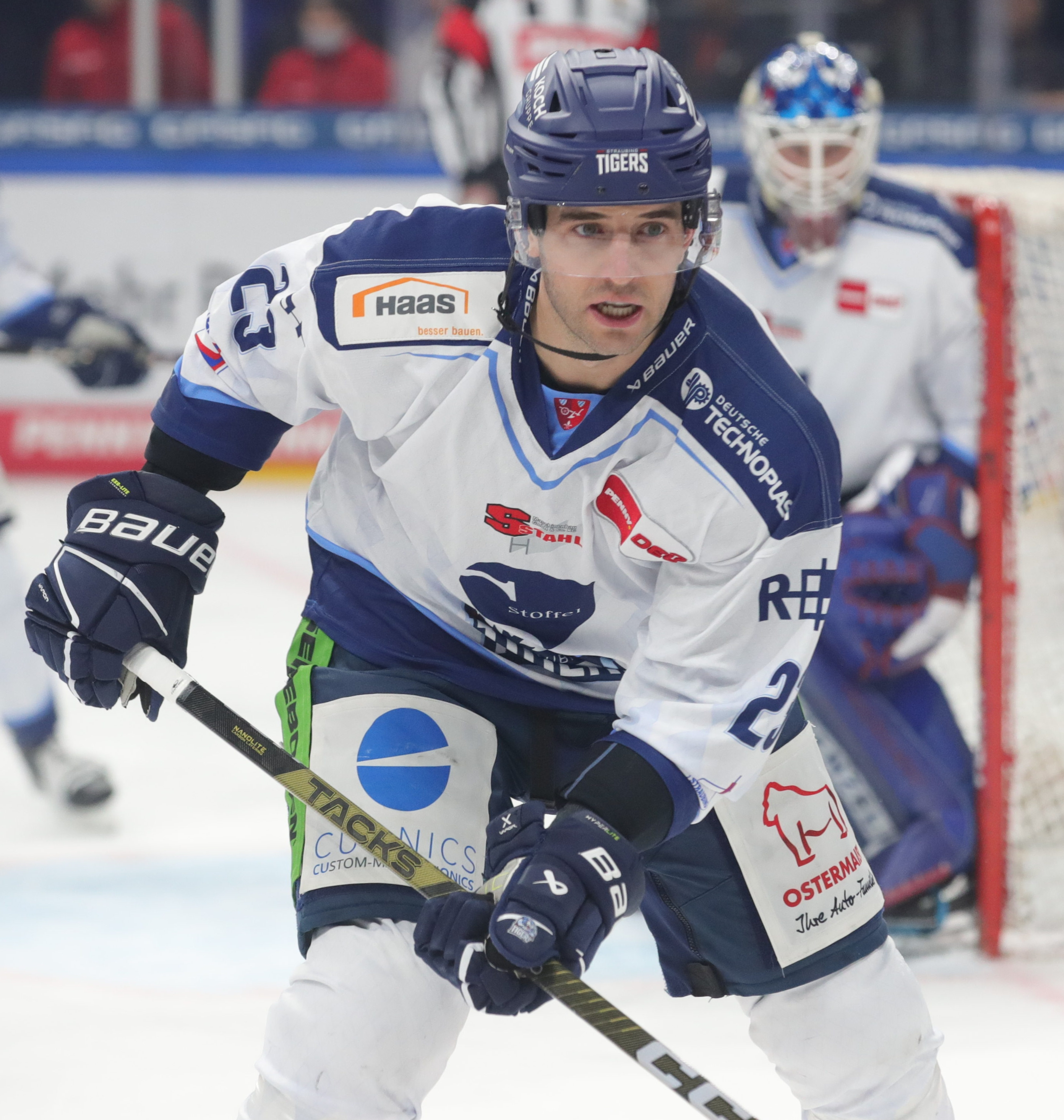
Manning als Spieler der Straubing Tigers (2022)

Stand: Ende der Saison 2023/24
(Legende zur Spielerstatistik: Sp oder GP = absolvierte Spiele; T oder G = erzielte Tore; V oder A = erzielte Assists; Pkt oder Pts = erzielte Scorerpunkte; SM oder PIM = erhaltene Strafminuten; +/− = Plus/Minus-Bilanz; PP = erzielte Überzahltore; SH = erzielte Unterzahltore; GW = erzielte Siegtore; 1 Play-downs/Relegation; Kursiv: Statistik nicht vollständig)